# Imocea
imocea (旧名Rios) は、3DCGソフトウェアの一つであり、モデリングとレンダリングが可能であった。ボーンやスキニングにも対応していた。MQO形式の読み込みに対応しており、Metasequoiaとの連携が可能であった。グローバルイルミネーションを使ったレンダリングにも対応していた。
窓の杜大賞 2009にノミネートされていた。

## 歴史
- 2005年6月 Rios Ver0.0.0
- 2006年10月 Rios Ver0.1.11
- 2008年11月 imocea 0.2.0
- 2009年6月 imocea 0.2.7